# Lelenchus
Lelenchus är ett släkte av rundmaskar. Lelenchus ingår i familjen Tylenchidae.
Släktet innehåller bara arten Lelenchus leptosoma.